# Rimaderus burckhardti
Rimaderus burckhardti is een keversoort uit de familie snoerhalskevers (Anthicidae). De wetenschappelijke naam van de soort is voor het eerst geldig gepubliceerd in 1989 door Uhmann.